# Réjean Genest
Réjean Genest est un jardinier, écrivain et homme politique canadien né le 9 mars 1946 à Saint-Raymond (Québec) et mort le 26 décembre 2023 à Granby (Québec). Il est député de la circonscription de Shefford sous la bannière du Nouveau Parti démocratique de 2011 à 2015.

## Biographie
Après avoir travaillé pour Environnement Canada pendant quatre ans, Réjean Genest travaille en horticulture ornementale à partir de 1975 et est devenu paysagiste en 1984. Il réalise des émissions de jardinage à la télévision communautaire et écrit des chroniques horticoles dans un hebdo régional. Il anime aussi une émission radiophonique sur le jardinage pendant 10 ans.
Réjean Genest a connu deux périodes d'itinérance, en 1983 et en 1993, à la suite de ruptures de couple,.
Réjean Genest meurt le 26 décembre 2023 à Granby à l'âge de 77 ans.

### Carrière politique
Réjean Genest est élu le 2 mai 2011 dans la circonscription de Shefford avec 51 % des voix. Il est porté par la « vague orange » qui fait élire 59 députés du Nouveau Parti démocratique au Québec. Cependant, à l'approche des élections suivantes, en 2015, le NPD ne semble pas satisfait du travail de Réjean Genest, et en juin 2015, celui-ci annonce son intention de ne pas se représenter.

### Résultats électoraux
|       | Candidat                 | Parti          | # de voix | % des voix |
|       | Mélisa Leclerc           | Conservateur   | +07 908,  | 14,65 %    |
|       | (sortant) Robert Vincent | Bloc québécois | +12 615,  | 23,37 %    |
|       | Bernard Demers           | Libéral        | +04 855,  | 8,99 %     |
|       | Réjean Genest            | NPD            | +27 575,  | 51,09 %    |
|       | Patrick Daoust           | Vert           | +01 022,  | 1,89 %     |
| Total | Total                    | Total          | 53 975    | 100 %      |

## Publications
- Réjean Genest, Les jardins d'ambiance feng shui, Granby (Québec), Réjean Genest, 2009, 294 p. (ISBN 978-2-9810911-0-9, présentation en ligne)
- Raymond Toulouse et Réjean Genest, Jardin Marisol et guide de culture des fleurs sauvages, Bromont (Québec), Jardin Marisol, 1992, 59 p. (présentation en ligne)